# Маринео
Маринео (итал. Marineo) је насеље у Италији у округу Палермо, региону Сицилија.
Према процени из 2011. у насељу је живело 6305 становника. Насеље се налази на надморској висини од 522 м.

## Становништво
Према резултатима пописа становништва 2011. у општини је живело 6.779 становника.
| 1931. | 1936. | 1951. | 1961. | 1971. | 1981. | 1991. | 2001. | 2011. |
| ----- | ----- | ----- | ----- | ----- | ----- | ----- | ----- | ----- |
| 6.512 | 6.676 | 7.291 | 7.342 | 6.537 | 6.246 | 6.654 | 6.956 | 6.779 |